# L'Enfance d'Icare
Pour plus de détails, voir Fiche technique et Distribution.
L'Enfance d'Icare est un film franco-helvético-roumain réalisé par Alex Iordachescu, sorti en 2011.
C'est le dernier film où apparaît Guillaume Depardieu, mort en 2008 des suites d'une infection contractée durant le tournage.

## Fiche technique
- Titre : L'Enfance d'Icare
- Réalisation : Alex Iordachescu
- Scénario : Marianne Brun, Marcel Beaulieu, Alex Iordachescu
- Production :  Elefant Films, Freshline Production
- Musique : The Young Gods
- Photographie : Marius Panduru
- Montage : Catalin Cristutiu, Alex Iordachescu
- Pays de production :  France,  Suisse,  Roumanie
- Format : couleur
- Durée : 96 min
- Date de sortie : France : 19 janvier 2011

## Distribution
- Guillaume Depardieu : Jonathan Vogel
- Alysson Paradis : Alice Karr
- Carlo Brandt : Stivlas Karr
- Sophie Lukasik : Anna Vogel
- Dorotheea Petre : infirmière Jonathan
- Patricia Bopp : la consultante
- Jean-Pierre Gos : Jacques Becker
- Madalina Constantin : Cassandre